# Sarah Benett
Sarah Barbara Benett (1850 – 8 de febrero de 1924) fue una sufragista inglesa, miembro de la Unión Social y Política de las Mujeres (WSPU, por sus siglas en inglés) y Tesorera de la Liga de la Libertad de las Mujeres (WFL). Fue una de las "Mujeres Marrones" que caminó de Edimburgo a Londres en 1912 y se declaró en huelga de hambre durante su encarcelamiento en la prisión de Holloway por la cual recibió la Medalla de la huelga de hambre de WSPU y el broche de Holloway. 

## Biografía
Sarah Benett nació en St. Pancras, Londres, en 1850, una de los nueve hijos de William Morgan Benett (1813-1891), un abogado, y Barbara Sarah Waring (1819-1894). Antes de que se involucrara en la lucha por el sufragio femenino, estaba activa en la reforma social. Fundó una sociedad cooperativa en la aldea en la que creció, en New Forest en Hampshire. Después de la muerte de su madre en 1894, se mudó a Burslem en Staffordshire, donde comenzó otra sociedad cooperativa y una tienda de abarrotes en las cercanías de Hanley, que administraba. Hizo campaña en Staffordshire Potteries para mejorar la salud y las condiciones laborales de los trabajadores al tratar de prohibir el uso de plomo en el esmalte de cerámica.

## Activismo
En 1907, después de asistir a una reunión donde la oradora era Flora Drummond, se dio cuenta de inmediato de que esta importante causa era donde necesitaba poner sus esfuerzos y, a la edad de 57 años, se unió a la WSPU y a la recién formada Liga de la Libertad de las Mujeres (WFL). Más tarde ese año, fue arrestada por unirse a una diputación de WSPU a la Cámara de los Comunes. Se negó a pagar la multa por lo cual recibió 14 días de prisión. En julio de 1907, Christabel Pankhurst se quedó con ella mientras hacía campaña en Potteries. Estuvo presente en la fundación de la Liga de Resistencia Fiscal de las Mujeres, convirtiéndose ella misma en una fiscalista y en 1908 fue delegada de la WFL en la conferencia de Ámsterdam de la International Woman Suffrage Alliance.
Se unió a la Nueva Sociedad Constitucional para el Sufragio de las Mujeres (NCSWS) y fue Tesorera de la Women's Freedom League desde 1909 hasta su renuncia en 1910, momento en el que dedicó sus esfuerzos a la Unión Social y Política de las Mujeres. Fue una de las 120 mujeres arrestadas por manifestarse frente a la Cámara de los Comunes el 'Viernes Negro' de 1910 cuando muchas fueron agredidas gravemente por la policía. Benett participó en las campañas de ruptura de ventanas de la WSPU de 1911 y 1912 y fue liberada de su sentencia de prisión de tres meses en la prisión de Holloway en 1912 después de una huelga de hambre, por lo cual recibió la Medalla de huelga de hambre y el broche Holloway de la WSPU. La solicitud de la anciana Benett (tenía 62 años en 1912) para saltar cuerdas y balones para que las prisioneras sufragistas se mantuvieran en forma en la prisión de Holloway causó cierta diversión en el Ministerio del Interior. Una compañera de reclusorio en este momento fue Kate Williams Evans en cuya liberación Benett escribió una nota a su criada Jane que decía: 'La señorita Evans será mi invitada hasta que esté un poco más fuerte. Ha estado muriendo de hambre, así que trátala como inválida. . . ' La firma a lápiz de Benett se incluye en un libro de autógrafos recopilado por Evans en Holloway que también contiene las firmas de las sufragistas Emily Davison y Emmeline Pankhurst. Se hizo amiga de Emily Davison, a quien le arregló para pasar de contrabando un reloj a la prisión de Holloway. En 1916, organizó la peregrinación anual a la tumba de Davison en el cementerio de la iglesia de Santa María en Morpeth. 
Hasta su muerte en 1924 estuvo involucrada en la Liga de Resistencia Fiscal de Mujeres.